# Aaptos aaptos
Aaptos aaptos là một loài bọt biển thuộc họ Suberitidae.
Loài sinh vật này được biết là có chứa hợp chất ức chế thụ thể adrenergic. Dù chúng là loài có độc tính cao đối với cá, nhưng lại là con mồi của đồi mồi.

Aaptamine, một alkaloid được phân lập từ Aaptos aaptos